# Hasenreuth

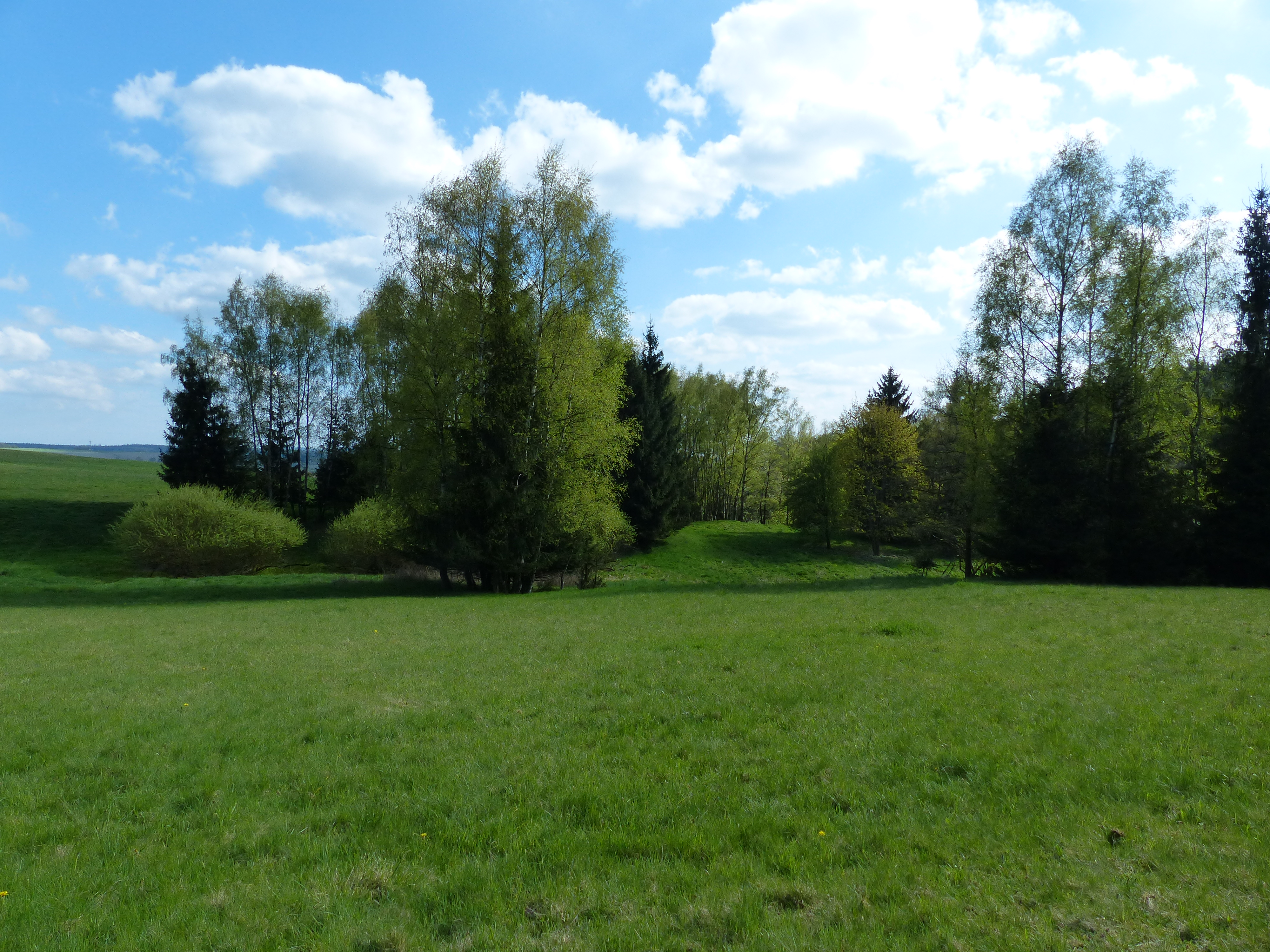
Wüstungsareal mit Blick auf ein vormals bebautes Geländeplateau

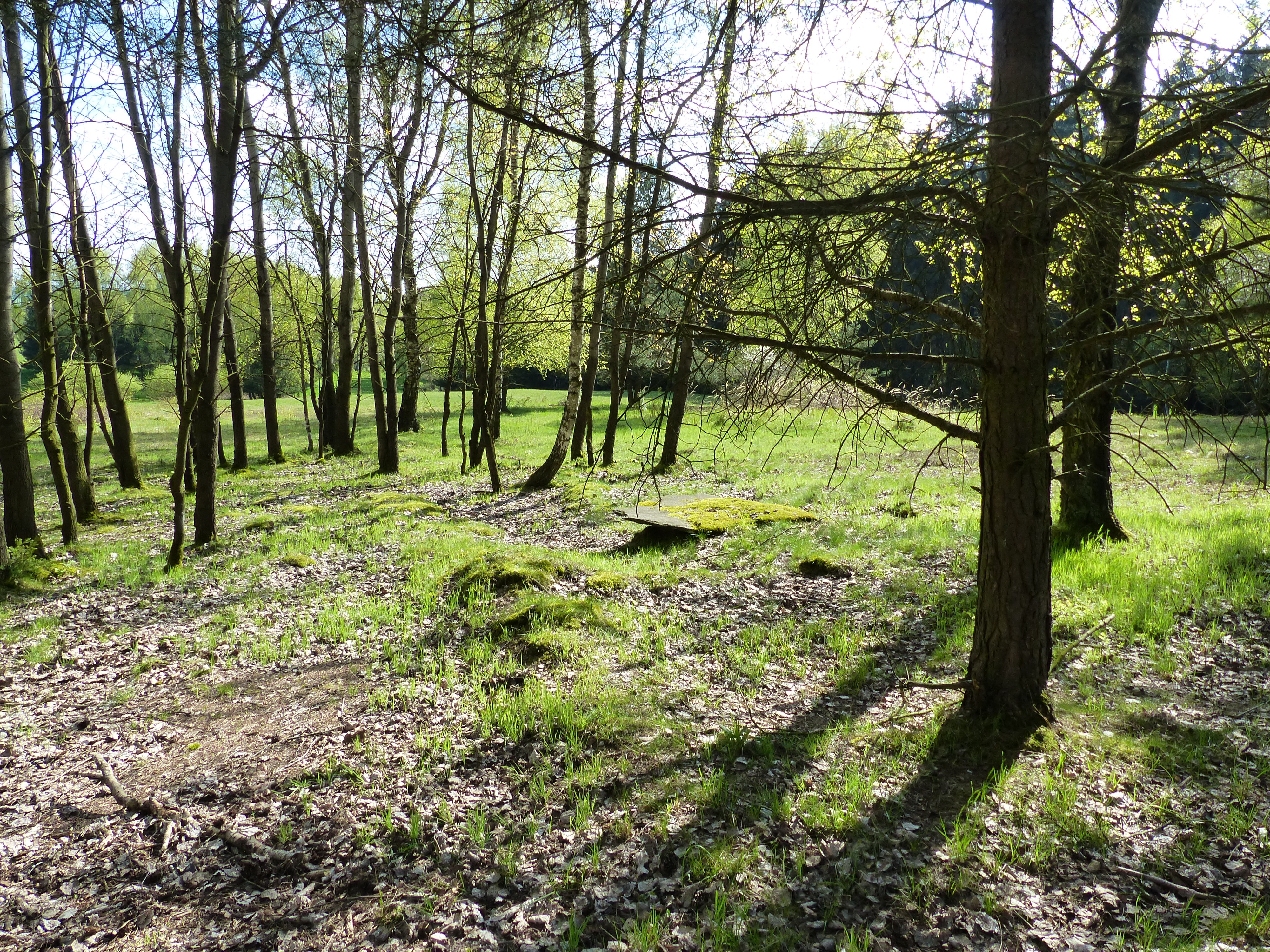
Hausbrunnen inmitten eines Hains

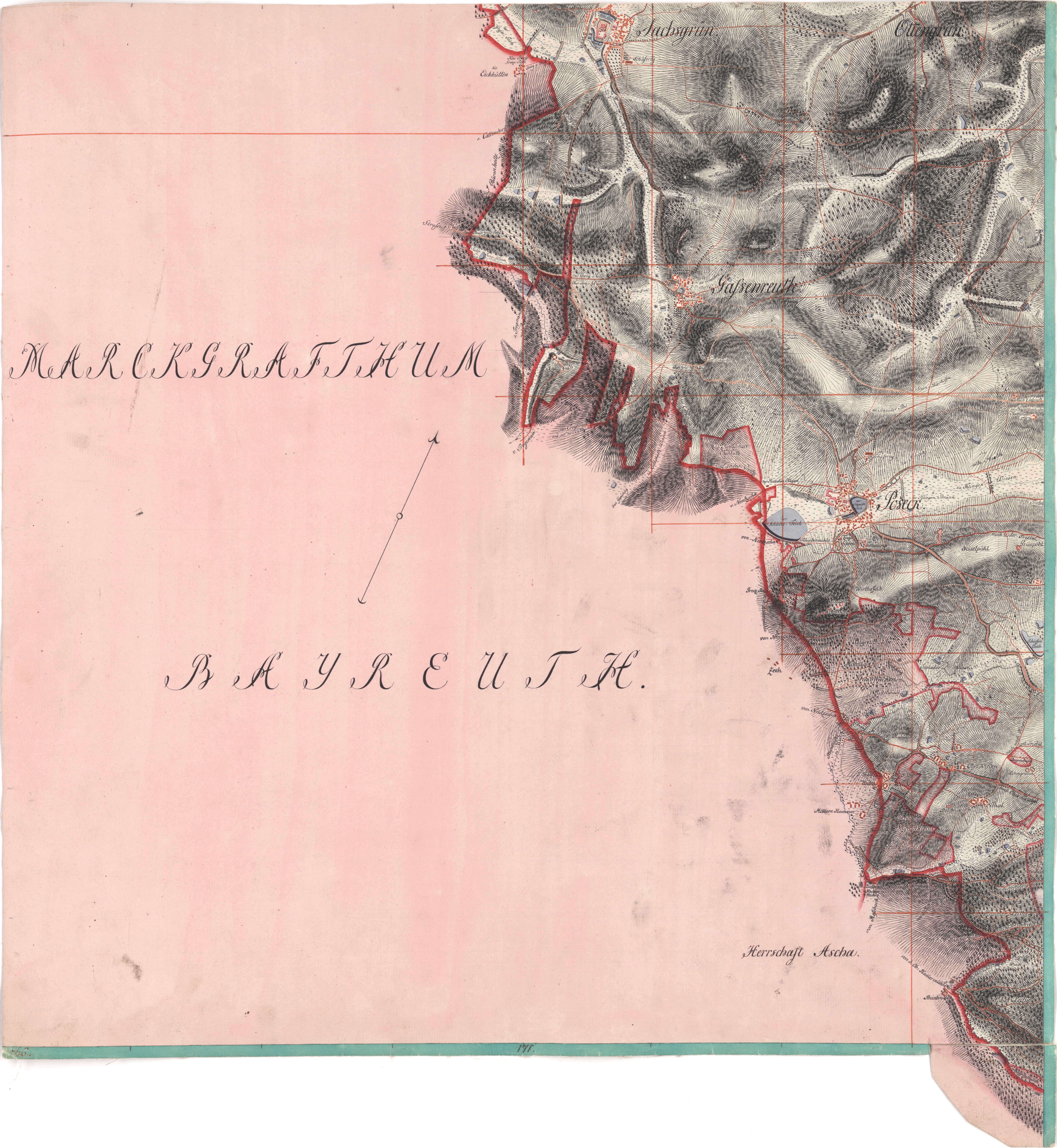
Hasenreuth bei „Gassenreuth“, direkt an der Chursächsischen Grenze auf einer Karte von 1793

Hasenreuth war ein Weiler an der innerdeutschen Grenze, der im Zuge der Grenzsicherung der DDR zerstört wurde.
Hasenreuth liegt heute an der Grenze zwischen Sachsen und Bayern. Der Bereich ist nur über Wanderwege und Nebenwege erreichbar. Von bayerischer Seite ist Trogenau, Gemeinde Regnitzlosau, im oberfränkischen Landkreis Hof die nächstgelegene Ortschaft, von sächsischer Seite sind es die Orte Gassenreuth und Sachsgrün, Gemeinde Triebel/Vogtl. im Vogtlandkreis. Der Grenzverlauf ist dort sehr kantig, das sächsische Gebiet ragt weit in den bayerischen Bereich hinein, ehemalige Gebäude befanden sich sogar zu beiden Seiten des Grenzverlaufs. Heute gibt es nur noch Geländespuren und Reste von Baumaterial von dem ehemaligen Ort, außerdem einen Hausbrunnen. Aus früheren Gärten stammen ein Apfelbaum und einige Gartenblumen.
Hasenreuth entstand als Streusiedlung erst spät und wurde 1750 erstmals urkundlich erwähnt. Überliefert sind drei Häuslerwohnungen mit Landwirtschaft. Als Ortsteil gehörte Hasenreuth zum Rittergut und später zur Gemeinde Sachsgrün. 1834 hatte der Ort 14 Einwohner, 1937 waren es 15. Nach den Plänen von 1952 zur Ausweitung der Grenzsicherungsmaßnahmen wurden die Gebäude abgerissen und die verbliebenen neun Bewohner aus zwei Bauernfamilien in der „Aktion Ungeziefer“ zwangsumgesiedelt. Als Teil des „Wanderwegs zu Schicksalorten“ erhielt der ehemalige Weiler 2015 und 2017 vor Ort Infotafeln, der Weg führt u. a. weiter zur Wüstung Troschenreuth und zum Dreiländereck. Der Bereich ist Teil des Grünen Bandes und ein Naturschutzgebiet.